# N824 (België)
De N824 is een gewestweg in de Belgische provincie Luxemburg. De route verbindt de N884 ten zuiden van Bertrix met Saint-Médard bij het voormalige station Saint-Médard aan de spoorlijn 165. De route heeft een lengte van ongeveer 3 kilometer en bestaat uit twee rijstroken voor beide rijrichtingen samen.